# 三赎基督
三赎基督，是一个在中国境内活动的教派，由陕西省耀县人季三保在呼喊派基础上创立。季三保同时又是其建立的秘密结社政权“三赎基督国”，或“基督天国”的国家元首。

## 名稱
“三赎基督”被中华人民共和国政府称为“门徒会”，信徒中有“三赎教”、“蒙头教”、“旷野教”或“二两粮教”等诸多名称。

### “门徒会”等名称的由来
- 因借“十二门徒”之名，又被称为“门徒会”。
- 因信奉“三赎”，又被称为“三赎基督”或“三赎教”。
- 因进行旷野聚餐、走“窄门”的活动，也被称为“旷野窄门”、“旷野教”。
- 因其主张教徒一天只吃二两米饭，又被称作“二两粮教”。
- 因教徒会蒙上白头巾，也被称为“蒙头会”、“蒙头教”、“蒙福派”。

但三赎基督自认是基督教新教，并不承认上述名称。

## 历史
第一任教主季三保，1939年12月25日出生，小学文化，1982年参加过呼喊派后接受李常受的教义，成为一名负责人。1983年呼喊派被有关部门依法取缔后，季三保将活动转入地下。1985年，季三保自称“三赎基督”，并先后在陕西安康、旬阳、白河、平利等县及湖北襄阳、河南淅川进行活动。1989年农历正月十五日（2月20日），正式创立“三赎基督”教派，自称教主兼“真龙天子”，立许明朝为“许赎”，季、许二人自称“灵里的夫妻”。1992年3月被中国政府判处有期徒刑7年，1997年6月提前释放，同年12月17日在陕西西安因车祸死亡。
第二任教主蔚世强，1953年5月22日出生。1998年初继任后，肝病日趋严重，于2001年7月因肝癌死亡。
第三任教主陈世荣1966年12月18日出生，于2005年11月6日因组织参与“门徒会”非法活动，被判处有期徒刑13年，在陕西省渭南监狱服刑。这标志着“三赎基督”政权的灭亡，但其残留势力仍然存活至今。
2005年，许明朝因组织参与“门徒会”非法活动被判处有期徒刑13年。2013年2月，许明朝因病保外就医，返回旬阳县老家居住。2015年，许明朝被收监。2016年进行体检，发现患高血压病，服药治疗。2016年12月23日，许明朝刑满释放，现居住在陕西省旬阳县老家。 
2011年，陕西省汉中市南郑区法镇曹家坝村的邓成功的儿子邓兵罹患骨癌，因偏信大嫂曹凤鸣介绍的“三赎基督”，每日在家祷告，以致贻误最佳治疗时机，痛失爱子。
2014年3月3日，中国大陆《南方都市报》报导湖北襄阳南漳县泗堵河村刘宗保夫妻二人，因“痴迷三赎基督不能自拔”，最终在南城宏远二桥跳河自尽。同年9月15日，湖北宜昌市远安县公安局洋坪派出所成功取缔一个三赎基督邪教窝点。同年12月，门徒会云南昆明分会执事高某被遵义县检察院以涉嫌组织、利用邪教组织破坏法律实施罪逮捕。。

## 组织体系
“三赎基督”自上而下设有“总会”“大会”“分会”“小会”“小分会”“分会点”“教会”7级组织，并实行“七七建制”，即“总会”下辖7个“大会”，“大会”下辖7个“分会”，以此类推，直至“教会”。各级组织领导成员统称“执事”，每级组织中均设有“三肢体”，即主执、配执、专执各一人。“总会”制定了《关于肢体安置情况》，明确规定了各级组织的人员配置及分工。其成员一般每7天聚会一次，每次两小时，具体时间由点执事决定，因人、异地而已。

## 特点
- 他们的聚会基本上是逐级传达上级的讲话内容，用小本子记录再讲给下一级的信徒。他们相信他们的最高层的“十二使徒”是神亲自派下带领末世基督徒的，这十二使徒通过各自在不同地区“祷告”[註 4]后将各自“祷告”出来的“感动”在彼此聚集开会时都分享出来，如果几个使徒正好都有同样的“感动”时就确定为是神的旨意，然后制定讲话信息并逐级传达。因此，大多数的教点执事一般都从不看圣经，也不鼓励看圣经。他们认为上级传达的就是从圣经解释和十二使徒传递出来的内容，所以不加分辨的就领受后再传递给下级。
- 在解经上完全是随意解经，在各个方面皆有错误。他们的传教方式非常隐蔽，内部要求尽量避免和“大公教会”的人有正面的接触。但私下里会物色并拉一些信的不清楚或根基不稳的人，然后进行洗脑教育，变成他们的信徒。
- 入教后，信徒效仿旧约以利亚在寡妇家一点米一点油就得祝福的故事，相信通过所谓的“祷告”可以使家里的米或油“涨”（长）出来，而且“信心”越大，“祷告”后“涨出来”的米或油就越多。具体做法是在饭前先称量二两米或一点油，然后开始“祷告”，据他们的信徒说米和油确实会“多出来”，然后他们来称量米和油多出多少，以致可以表明他们的“信心”大小。
- 三赎基督的信徒不允许喝酒，生病后反对吃药，坚信可以仅仅通过“祷告”和“信心”就可以治愈。当他们觉得有灵界搅扰时，在身体某处或手臂某处内部会感觉到皮肉跳动或疼痛不舒服，此时他们一般都算是“软弱阶段”，就不会发生“二两粮的见证”。

## 教义
该教会自称为基督教的一派，以基督的道成肉身为说法，主要先深入中国大陆农村地区传教，对《圣经》的理解不同于基督教传统，现实中以医病赶鬼见证和生命粮见证传扬福音。因以三赎为二次道成肉身的基督，且教义中存在对其创始人季三保的个人崇拜及神化，通常被基督徒视为异端。台湾著名神学教育网站“归正学义网”将“三赎基督”列入中国大陆流行的宗教异端之中。三赎基督教派的教义核心内容是世界末日即将来临，只有教主才能拯救世人。。多出现在各地农村文化程度偏低的农民或有盼望治愈疾病的病患人群中尤为常见，且因着他们经历“二两粮”的“见证”后就会笃信不移，痴迷到无可救药。

### 基本教义
“三赎基督”最初将季三保编造的“七步灵程”作为基本教义。明显他阅读过劳伦斯弟兄、盖恩夫人、倪柝声和李常受的著作。

#### 三步灵程
2002年初，陈世荣将“七步灵程”改为“三步灵程”：
- 第一步是天国时期，耶和华救人；
- 第二步是基督国时期，基督救人；
- 第三步是圣灵时期，“三赎”季三保救人。

并宣扬“世界末日很快来到”，届时“有三分之一的人要死于非命”，“只有信神才能保平安”。

#### “许赎”
许明潮称为“许赎”，季、许二人自称是灵里的夫妻，是众信徒灵中的父母，是圣经中的两棵橄榄树。三赎及许赎，前者自称为基督，后者则为圣灵，可以行神迹、医病。

#### “二两粮”
强调圣经旧约中寡妇的一把麵、一点油及五饼二鱼是生命粮，是蒙福标准，信徒每顿饭只可吃二两以下。后来三赎被捕入狱，很多农民受影响，导致教会分裂。

#### 主张火礼
三赎自称为基督，主张火礼，即信徒要从火中走过，小孩子要从火中扔过。

### 论《圣经》
禁止信徒直接读《圣经》，只许读三赎之复印稿以及《火烧荆棘》、《打倒东方旧风俗》、《闪光的灵程》、《慈祥的母爱》、《灵歌百篇》、《七步灵程》等印刷品。

### 政治观点
主张与政权、社会争战。宣称“黑暗掌权，魔鬼撒旦为非作歹”“黑暗已深，白昼将近，要为掌权竭力祷告，不获全胜决不收兵”“君王管得住我们的肉体，管不住我们的灵魂，只要有一口气，就要干到底”等。

### 文学作品
文学作品有《火烧荆棘》、《打倒东方旧风俗》、《闪光的灵程》、《慈祥的母爱》、《灵歌百篇》、《七步灵程》等印刷品。